# 장암 장하리사지
장암 장하리사지는 충청남도 부여군 장암면에 있다. 2004년 12월 22일 부여군의 향토문화유산 제69호로 지정되었다.